# تریسی ایفیچور
تریسی ایفیچور (به انگلیسی: Tracy Ifeachor) یک بازیگر تئاتر و تلویزیون بریتانیایی است که بیشتر برای ایفای نقش «آیا الرشید» در سریال اصیل‌ها شناخته شده‌است.
از دیگر مجموعه تلویزیونی‌هایی که وی در آن ایفای نقش کرده، می‌توان به کوانتیکو اشاره کرد.

## زندگی
ایفیچور با اصالت ایگبو نیجریه ای، در پلیموت، دونون، انگلیس متولد شد، جایی که در مدرسه مقدماتی کالج پلیموث شرکت کرد و پس از آن دانشکده اگبوکلند در پلیموث نیز حضور یافت. ایفیچور با حضور در مدرسه سخنرانی و درام رالی تحت آموزش نورما بلیکو آکادمی رقص باند دبورا، جایی که از برنامه‌های آموزشی انجمن سلطنتی معلمان رقص در باله، مدرن و جاز بهره‌مند شد. ایفیچور پس از اتمام سطح A، بورس تحصیلی به مدرسه مرکزی گفتار و درام مرکزی رویال در لندن بدست آورد.

## فیلم‌ها
| فیلم      | فیلم             | فیلم           | فیلم                                    |
| سال       | فیلم             | نقش            | یادداشت                                 |
| --------- | ---------------- | -------------- | --------------------------------------- |
| ۲۰۱۱      | Blooded          | ایو            | فیلم                                    |
| ۲۰۱۶      | خون‌بهای میلیونر  | نورا پائولسون  | در ابتدا با عنوان Take Down نامگذاری شد |
| تلویزیون  |                  |                |                                         |
| سال       | عنوان            | نقش            | یادداشت                                 |
| ۲۰۰۹      | Casualty         | لیلا           | ۱ قسمت: "No Going Back"                 |
| ۲۰۰۹      | دکتر هو          | ابیگیل نایسمیت | ۲ قسمت: "The End of Time (Parts 1 & 2)" |
| ۲۰۱۲      | حمله متقابل      | لیلیان لوتولو  | ۲ قسمت: "قسمت ۷ & ۸"                    |
| ۲۰۱۳      | ژو               | لور            | ۱ قسمت: "Invalides"                     |
| ۲۰۱۴      | استخوان ضربدری   | ننا آژانکوکو   | ۹ قسمت                                  |
| ۲۰۱۴      | هاوایی فایو-زیرو | اریس           | ۱ قسمت: "Ina Paha"                      |
| ۲۰۱۵–۲۰۱۶ | اصیل‌ها           | آیا الرشید     | نقش دوره ای، ۹ قسمت                     |
| ۲۰۱۶–۲۰۱۷ | کوانتیکو         | لیدیا هال      | نقش دوره ای                             |
| ۲۰۱۷–۲۰۱۸ | افسانه‌های فردا   | کواسا جیوی     | نقش دوره ای                             |
| ۲۰۱۹      | Treadstone       | تارا کولمن     | نقش اصلی                                |